# Hålsjönstjärnen
Hålsjönstjärnen är en sjö i Hudiksvalls kommun i Hälsingland och ingår i Nianåns huvudavrinningsområde. Sjön har en area på 0,053 kvadratkilometer och ligger 72 meter över havet.

## Delavrinningsområde
Hålsjönstjärnen ingår i det delavrinningsområde (683402-155973) som SMHI kallar för Utloppet av Hålsjön. Medelhöjden är 68 meter över havet och ytan är 2,04 kvadratkilometer. Räknas de 25 avrinningsområdena uppströms in blir den ackumulerade arean 148,85 kvadratkilometer. Avrinningsområdets utflöde Nianån mynnar i havet. Avrinningsområdet består mestadels av skog (65 procent). Avrinningsområdet har 0,48 kvadratkilometer vattenytor vilket ger det en sjöprocent på 23,6 procent.